# Tworzyjanów
Tworzyjanów (deutsch Floriansdorf; veraltet auch Florensdorf bzw. Florsdorf) ist ein Dorf in der Landgemeinde Marcinowice (Groß Merzdorf) im Powiat Świdnicki (Kreis Schweidnitz) in der Woiwodschaft Niederschlesien in Polen.

## Lage
Tworzyjanów liegt ca. 22 Kilometer östlich von Świdnica (Schweidnitz) und 36 Kilometer südwestlich von Breslau.

### Nachbarorte
Nachbarorte sind Strzelce (Strehlitz) im Südwesten, Gola Świdnicka (Guhlau) im Westen, Garncarsko im Südosten, Maniów im Norden, Wojnarowice im Osten. 

## Geschichte
Floriansdorf entstand im Zuge der Ostkolonisation durch deutsche Siedler. Der Ort wurde 1390 in einer Urkunde als „Floriansdorff“ erwähnt. Besitzer waren 1545 die Brüder George und Christoph Petsche, 1548 die Brüder George und Christoph von Bock, welche die auf dem Gut haftenden Urbarien erwiesen. Letztere besaßen seit 1550 auch Weizenrodau. 1560 gehörten beide Dörfer Wolf von Bock, 1594 besaßen Floriansdorf die Brüder Friedrich und Christoph von Bock und 1618 Hans von Gellhorn. 1700 folgte Caspar Joachim von Schickfus deren Familie Floriansdorf noch Mitte des 19. Jahrhunderts gehörte. Nach dem Ersten Schlesischen Krieg fiel Floriansdorf mit dem größten Teil Schlesiens an Preußen. Die alten Verwaltungsstrukturen wurden aufgelöst und Floriansdorf in den Kreis Schweidnitz eingegliedert, mit dem es bis 1945 verbunden blieb. 
1785 zählte Foriansdorf ein Vorwerk, vier Bauern, 19 Gärtner, zwei Häuser, eine Windmühle und 141 Einwohner. Seit 1815 gehörte Floriansdorf zum Regierungsbezirk Reichenbach der Provinz Schlesien. 1845 umfasste das Dorf in Besitz des Grafen Heinrich Benno Haslinger-Schickfuß, genannt Queitsch; 52 Häuser, ein Vorwerk, 445 Einwohner (124 katholisch und der Rest evangelisch), evangelische Kirche zu Rogau-Rosenau und zu Fürstenau, eine evangelische Schule, katholische Kirche zu Groß-Mohnau, zwei Windmühlen, eine Ziegelei des Bauers Krautstrunk der 1841 36.000 Stück Mauer- und Dachziegel produzierte, eine Brauerei, eine Brennerei, vier Leinwebstühle, 16 Handwerker und ein Kramer. Das Material in den Tongruben wurde zum Teil von Töpfern in Zobten verarbeitet. Seit 1874 bildeten die Landgemeinden Floriansdorf, Kiefendorf, Marxdorf und deren Gutsbezirke den Amtsbezirk Floriansdorf. Seit 1933 gehörte Floriansdorf zum Amtsbezirk Stephanshain.
Als Folge des Zweiten Weltkriegs fiel Floriansdorf mit dem größten Teil Schlesiens 1945 an Polen. Nachfolgend wurde es durch die polnische Administration in Tworzyjanów umbenannt. Die deutschen Einwohner wurden, soweit sie nicht schon vorher geflohen waren, vertrieben. Die neu angesiedelten Bewohner stammten teilweise aus Ostpolen, das an die Sowjetunion gefallen war. Von 1975 bis 1998 gehörte Tworzyjanów zur Woiwodschaft Breslau.

## Sehenswürdigkeiten
- Schloss Floriansdorf
- Landschaftspark